# Birdland
Birdland es el quinto álbum de estudio de The Yardbirds, editado en el año 2003.

## El álbum
Este disco vio la luz a 36 años desde su trabajo anterior: Little Games, y fue lanzado por el pequeño sello Favored Nations, fundado por Steve Vai.
El álbum consta de algunas viejas canciones regrabadas, más otras nuevas, y fue dedicado por Jim McCarty y Chris Dreja a sus excompañeros de banda en los años 60, y a la memoria del cantante original del grupo Keith Relf, fallecido en 1976.
Este trabajo incluye la participación de figuras de la talla de Jeff Beck, Brian May, Slash, Joe Satriani o el mismo Steve Vai como invitados especiales.

## Lista de canciones
1. I'm Not Talking – 2:44
2. Crying Out for Love – 4:36 *
3. The Nazz Are Blue (con Jeff Baxter) – 3:15
4. For Your Love (con Johnny Rneznik) – 3:20
5. Please Don't Tell Me 'Bout the News – 4:00 *
6. Train Kept a-Rollin' (con Joe Satriani) – 3:38
7. Mr. Saboteur – 4:55 *
8. Shape of Things (con Steve Vai) – 2:38
9. My Blind Life (con Jeff Beck) – 3:33 *
10. Over, Under, Sideways, Down (con Slash) – 3:16
11. You're a Better Man Than I (con Brian May) – 3:22
12. Mystery of Being – 4:08 *
13. Dream Within a Dream – 4:44 *
14. Happenings Ten Years Time Ago (con Steve Lukather) – 3:22
15. An Original Man (A Song for Keith) – 5:20 *

- Los asteriscos denotan canciones nuevas.

## Miembros de The Yardbirds
- Jim McCarty - batería
- Chris Dreja - guitarra
- Gypie Mayo - guitarra
- John Idan - voz, bajo
- Alan Glen - armónica